# San Michele de Murato

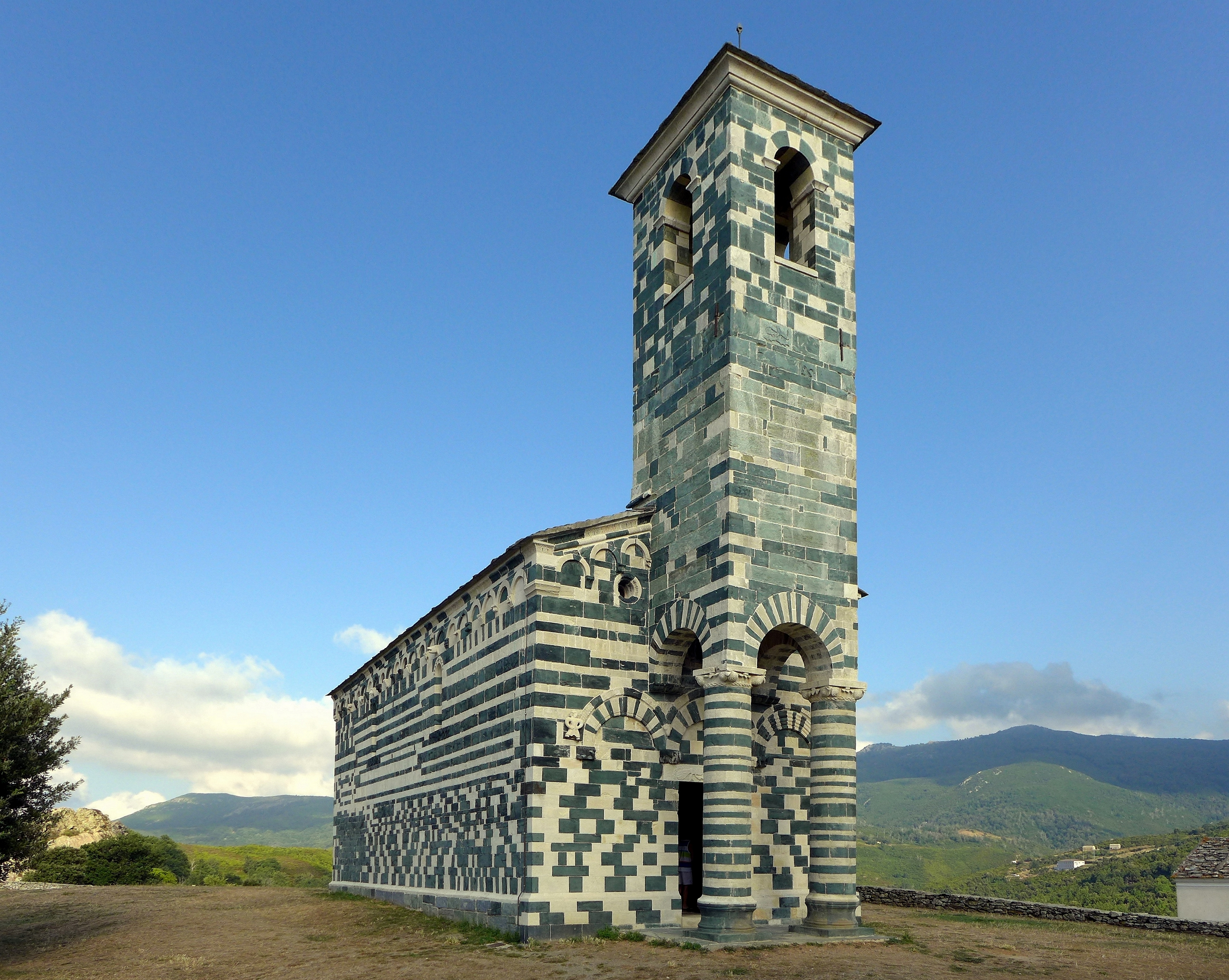
San Michele de Murato

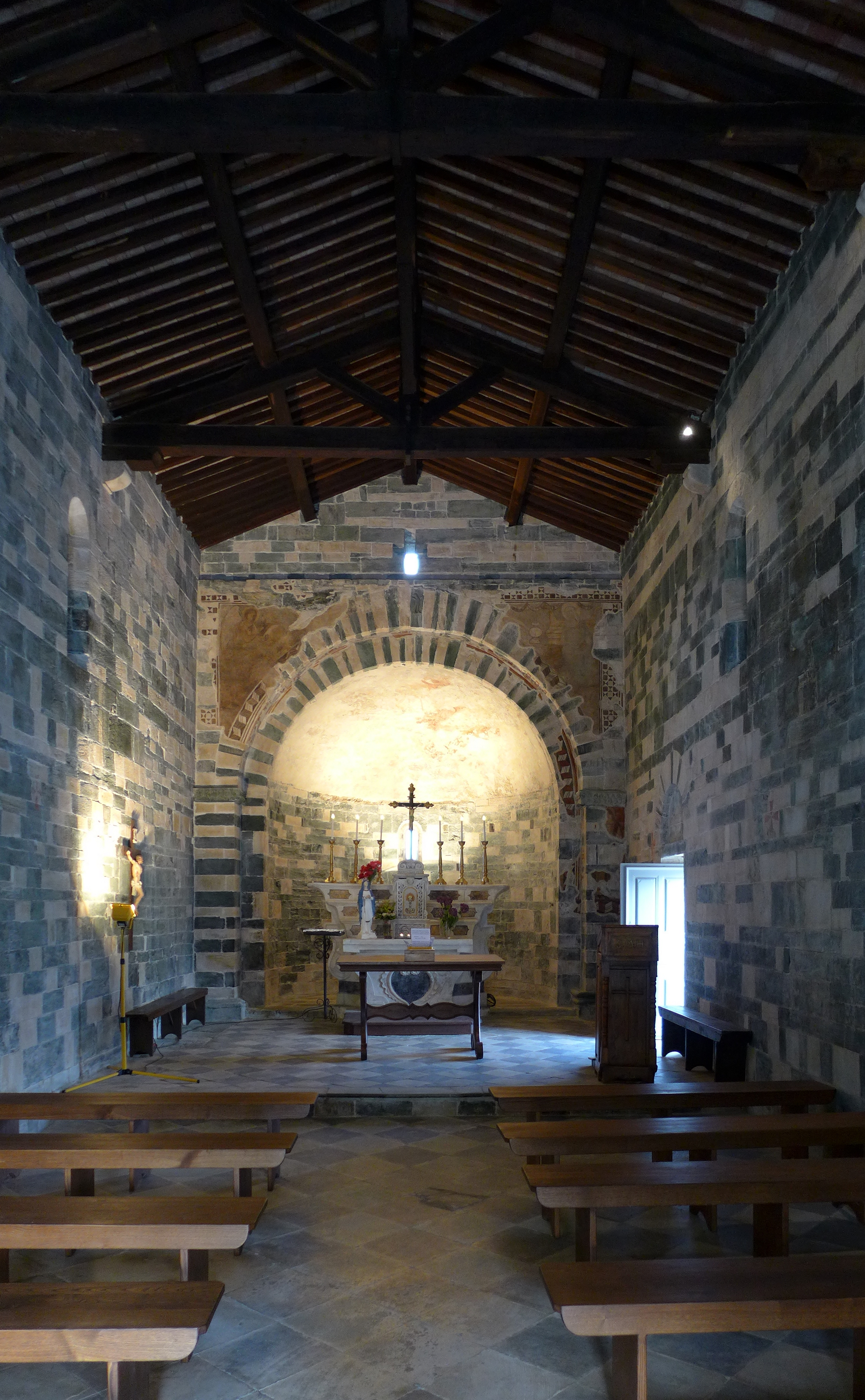
Innenansicht

Die romanisch-pisanische Kirche San Michele de Murato liegt einen Kilometer von Murato, im Bevincotal im Norden von Korsika. Sie wurde aus grünen Serpentin- und weißen Kalksteinblöcken bänder- und schachbrettartig im spätpisanischen Stil errichtet und stammt aus dem Jahre 1280 n. Chr. Prosper Mérimée galt sie als die eleganteste Kirche der Insel. San Michele de Murato ist eines der besterhaltenen romanischen Sakralgebäude Korsikas.
Ihr Merkmal ist das bichrome Mauerwerk mit dem bizarren Wechsel horizontaler Bänder aus Serpentin und Kalkstein und der reichhaltige Skulpturenschmuck. An die Westfassade erhebt sich der ungewöhnlich hohe rechteckige Kampanile, dessen Frontseite auf zwei überlangen walzenförmigen Säulen ruht, deren Trommeln ebenfalls aus grün-weißem Gestein bestehen. Im 19. Jahrhundert wurde der Turm bei einer Restaurierung erhöht. Dadurch gingen die ausgewogenen architektonischen Proportionen etwas verloren.

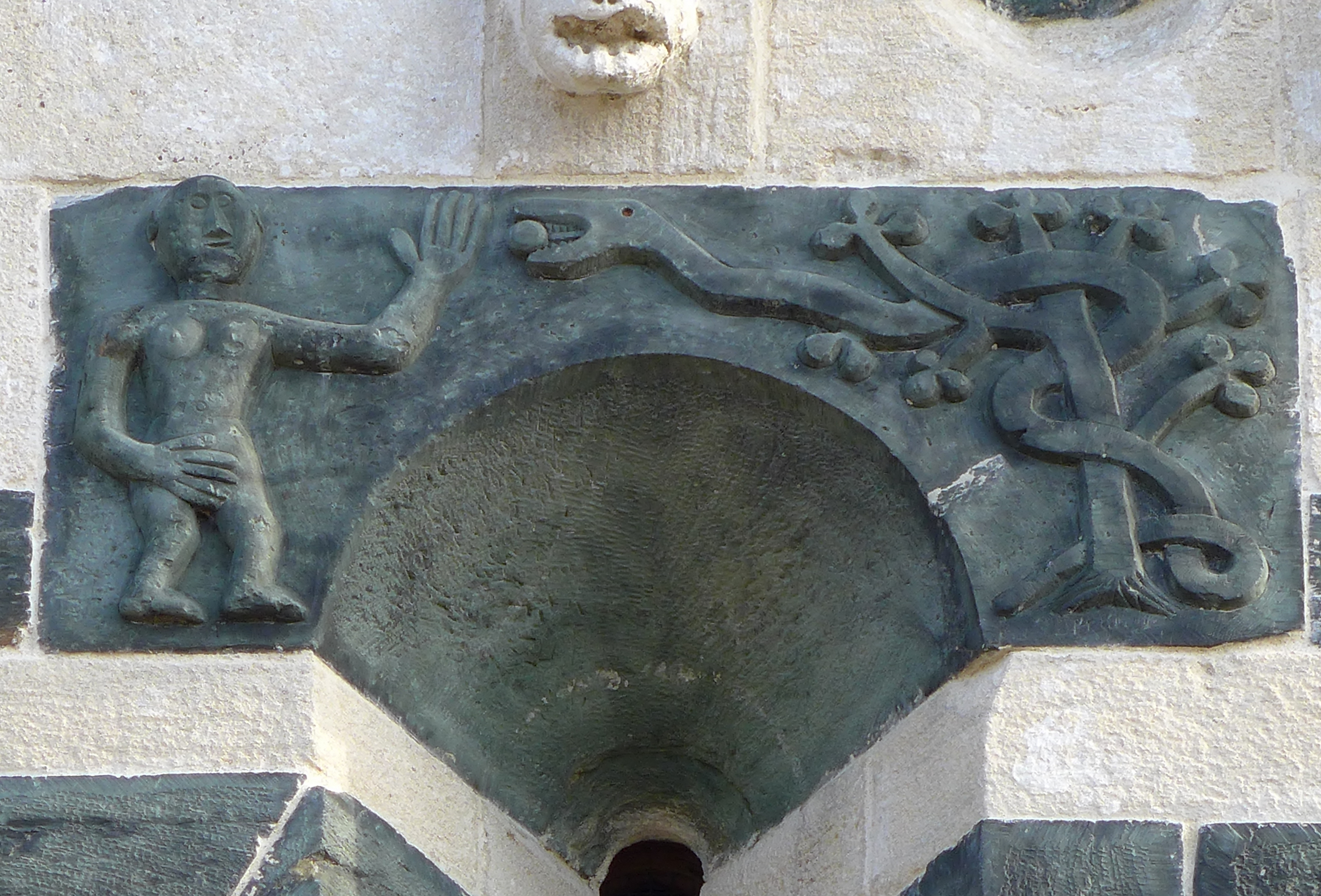
Darstellung des Sündenfalles (die Schlange reicht Eva die Frucht vom Baum der Erkenntnis)

Blendarkaden, in deren Halbrund weiße und grüne Keilsteine wechseln, gliedern die Westfassade. An den Bogenansätzen befinden sich menschliche Plastiken. Beide Seitenfassaden besitzen zwei schmale Fenster. Die monolithischen Archivolten zieren Flachreliefs. Die Sohlbänke aller Fenster sind mit Weinlaub und Trauben, Schlangen, Vögeln, Sternen oder Geflechtornamenten dekoriert. An der nördlichen Mauer ist die Versuchung Evas durch die Schlange dargestellt. Auf den Bandgesimsen der Sohlbänke sind Engel, Weinstöcke, zähnefletschende Tiere und das Lamm Gottes mit dem Kreuz abgebildet. Ein Kranzgesims ziert den Abschluss der halbrunden Apsis, deren sieben Halbbögen aus Keilsteinen gefügt sind. Die weiße Archivolte des einzigen Apsisfensters ist mit sechs grünen Keilsteinen sowie zwei Sternen aus kleinen Steinchen besetzt, wodurch sie wie ein gemauerter Bogen wirkt. Unter dem Dach der Apsis befindet sich eine Folge von Bandgesimsen mit naiven Motiven sowie stilisierten Blumengirlanden, die in vorromanische Zeit weisen. Möglicherweise stammen sie von der Vorgängerkirche, auf deren Standort die jetzige Kirche errichtet wurde.
Im Innenraum werden Apsis und Kirchenschiff durch einen zweifach vorspringenden Bogen aus grünen und weißen Steinen verbunden. Der Keilstein in der Bogenmitte trägt einen Adler mit gespreizten Flügeln. Die Bogenschenkel ruhen auf Konsolen mit Blattdekor und Menschengesichtern. Reste von Fresken stammen aus dem 13. Jahrhundert und stellen die Verkündigung dar.
San Michele de Murato ist seit 1840 ein Monument historique und gehört damit zu den ältesten geschützten Objekten.